# Hans Pariser-hustru
Hans Pariser-hustru er en amerikansk stumfilm fra 1919 af Emile Chautard.

## Medvirkende
- Elsie Ferguson som Fauvette
- David Powell som Martin Wesley
- Courtenay Foote som Tony Rye
- Frank Losee som Thompson Wesley
- Cora Williams som Mrs. Wesley